# Дубровина (річка)
Дубровина, також Устя — річка в Україні, у межах Оратівського та Іллінецького району Вінницької області. Ліва притока Собу (басейн Південного Бугу). 
Довжина — 6 км, площа басейну - 13,5 км².
Тече через села Дібровинці та Сорока. Впадає у Соб за 59 км від гирла. 